# L'Autre Canal
L’Autre Canal (ou LAC) est une salle de concert française située à Nancy dans le département de Meurthe-et-Moselle en région Grand Est.

## Présentation
L’Autre Canal est labélisé scène de musiques actuelles (SMAC) par le Ministère de la Culture. Elle propose, depuis 2007, une programmation variée d’artistes régionaux, nationaux et internationaux. Au-delà de sa ligne artistique, elle assure un rayonnement aux artistes des régions des quatre pays frontaliers ainsi qu’à ceux de la région Grand Est.
L’Autre Canal est un Établissement Public de Coopération Culturelle géré par la Ville de Nancy, la Région Grand Est et le Ministère de la Culture - Direction Régionale des Affaires Culturelles du Grand Est. Il bénéficie du soutien de la Métropole du Grand Nancy.
Le bâtiment a été réalisé par l'architecte Anne-Françoise Jumeau.

## Historique
- 1996 : Sollicitation forte des acteurs locaux constitués en association « Autorisation de Chantier » pour bénéficier sur la ville de Nancy d’espaces de répétition et de diffusion des musiques actuelles.
- 1997 : La ville de Nancy, le Conseil Régional de Lorraine et la DRAC Lorraine confient à l’Association d’Etude et de Coordination des Activités Régionales Musicales (ASSECARM) une étude de faisabilité sur “la création d’un pôle régional et d’une structure de diffusion et de répétition”
- 1998-99 : Ces mêmes collectivités chargent le cabinet d’études Campus Conseil de réaliser une “étude de définition d’un équipement dénommé Centre Régional des Musiques Actuelles”
- 2000 : Recrutement du chef de projet Isabelle Chaigne, anciennement directrice du Confort Moderne à Poitiers. Lancement d’actions de préfiguration favorisant l’essor des musiques actuelles en région
- 2001 : Rédaction du programme architectural
- 2002 : L’équipe Périphériques architectes est retenue
- 2003-2004 : Etudes de conception
- 2005 : Pose de la première pierre par le Ministre Renaud Donnedieu de Vabres en octobre
- 2007 : Ouverture de l’Autre Canal vendredi 16 mars 2007, sous la direction de Isabelle Chaigne
- 2013 : Nomination de Henri Didonna à la direction de l'Autre Canal
- 2017 : Dix ans de l'Autre Canal
- 2019 : Lancement de Bon Moment, festival de musique et oeno-gastronomie

## Le Bâtiment
La construction de l'équipement a été financée par l’État (ministère de la Culture et direction régionale des Affaires culturelles de Lorraine), le conseil régional de Lorraine, le conseil général de Meurthe-et-Moselle, la communauté urbaine du Grand Nancy, la ville de Nancy et le Centre national de la chanson, des variétés et du jazz (CNV). L'agence Périphériques Marin+Trottin+Jumeau Architectes a été retenu en 2002 pour développer le projet architectural.

L'Autre Canal en image
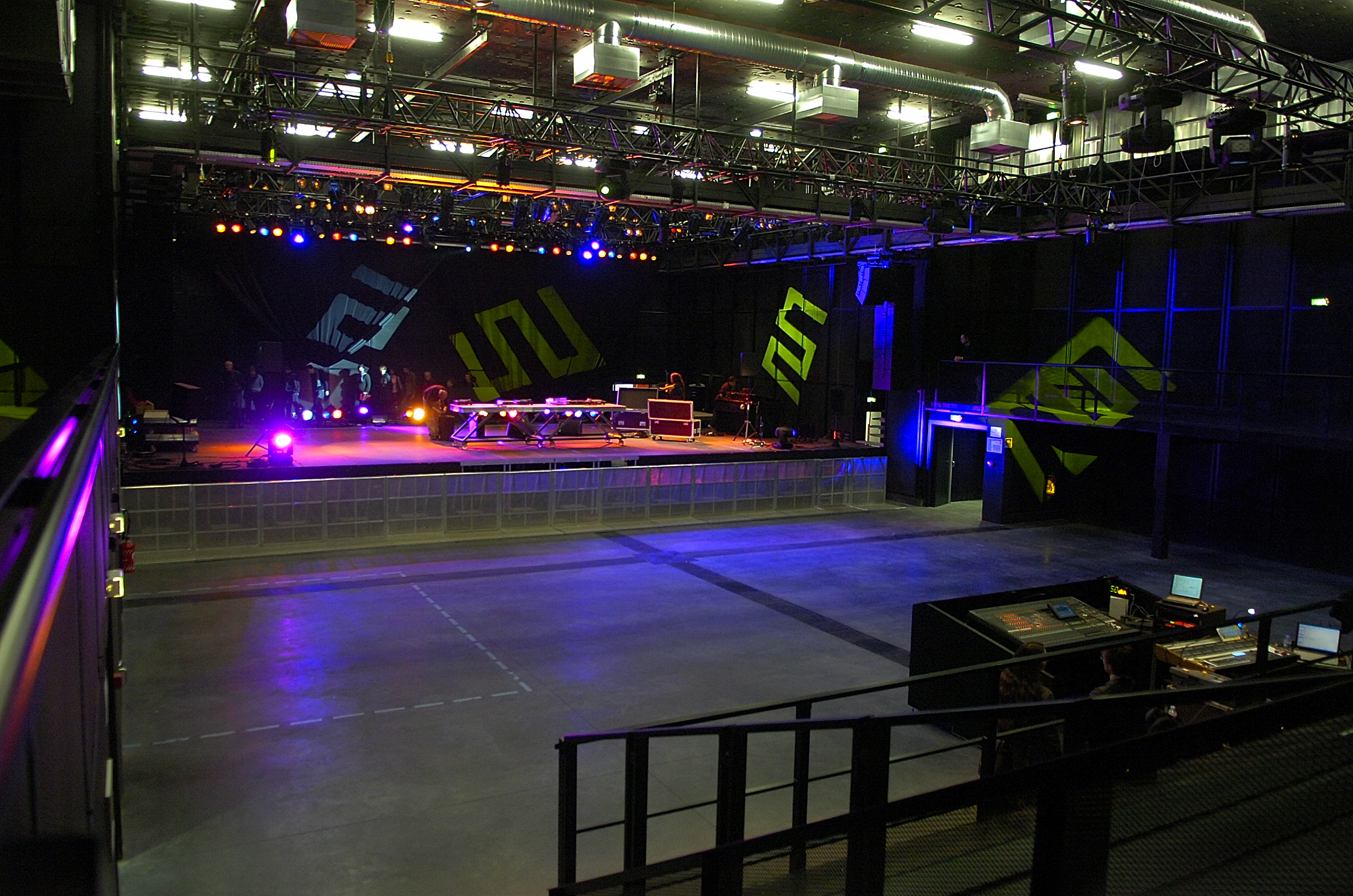
L'Autre Canal, salle principale
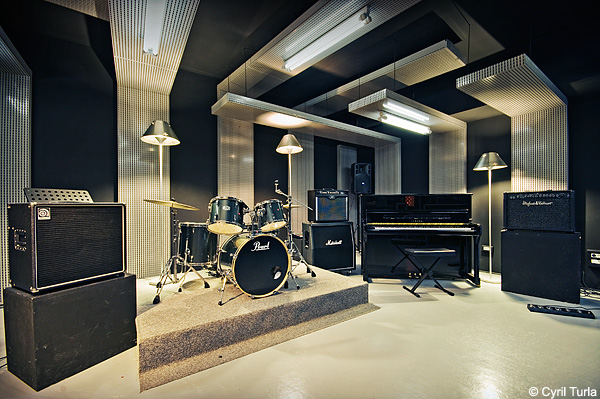
L'Autre Canal studio de répétition